# Kasey Chambers
Kasey Chambers (Mount Gambier (Australië), 4 juni 1976) is een Australische countryzangeres. Al haar albums hebben in Australië platina gehaald.

## Biografie

### Dead Ringer Band
Haar ouders richtten in 1986, toen Kasey 10 jaar was, de "Dead Ringer Band" op, waar Kasey en haar oudere broer Nash een jaar later aan toegevoegd werden. Kaseys vader, Bill Chambers, schreef de meeste nummers van de band, maar schreef ook voor andere artiesten, zoals "Things Just Aren't the Same on the Land" voor Slim Dusty. Het eerste echte album "Red Desert Sky" van de band kwam uit in 1993 bij het onafhankelijke Import Records. Kort daarna ging de band naar de platenmaatschappij EMI en bracht daar hun tweede album "Home Fires" uit in 1995. Nog twee albums, "Living in the Circle" (1997) en "Hopeville" (1998) volgden, maar de band viel uit elkaar toen Bill en Diana (Kaseys moeder) scheidden in 1998.

### Solo
Kasey nam in 1998 ook haar eerste soloalbum op: The Captain (uitgebracht in 1999) werd geproduceerd door haar broer, de gitaarstukken werden ingespeeld door haar vader. Ook de Amerikaanse countryzangers Buddy en Julie Miller speelden en zongen op dit album. Chambers won verscheidene prijzen met dit album en behaalde dubbel platina in Australië. Het album behaalde nog meer bekendheid toen het werd gespeeld in de televisieserie The Sopranos.
Haar tweede album Barricades & Brickwalls werd uitgebracht eind 2001. De single Not Pretty Enough hiervan behaalde dubbel platina en de cd zelf werd uiteindelijk zelfs zevenvoudig platina. Chambers werd hiermee de best verkopende artiest in Australië en won wederom meerdere prijzen.
Wayward Angel was haar derde album en kwam binnen op de eerste plaats van de Australische hitlijsten: binnen een week was ook deze cd platina. Haar vierde album, Carnival, kwam uit in 2006 en kwam wederom binnen op de eerste plaats van de Australische hitlijsten.

### Privé
In 2002 kreeg Chambers op 22 mei een zoon, Talon Jordi, met haar partner, de acteur Cori Hopper. Eind 2005 trouwde Chambers met de zanger Shane Nicholson en kreeg met hem op 16 juli 2007 haar tweede zoon, Arlo Ray.

## Discografie

### Albums
| Jaar | Titel                                                                    | Positie | Positie |
| Jaar | Titel                                                                    | AUS     | U.S.    |
| ---- | ------------------------------------------------------------------------ | ------- | ------- |
| 1999 | The Captain - Eerste solostudioalbum - Uitgebracht: 1999                 | 11      | —       |
| 2001 | Barricades & Brickwalls - Tweede studioalbum - Uitgebracht: 2001         | 1       | 104     |
| 2004 | Wayward Angel - Derde studioalbum - Uitgebracht: 2004                    | 1       | —       |
| 2006 | Carnival - Vierde studioalbum - Released: 2006                           | 1       | —       |
| 2008 | Rattlin' Bones - In samenwerking met Shane Nicholson - Uitgebracht: 2008 | TBA     | TBA     |
| 2011 | Little bird - Zesde studioalbum - Uitgebracht: 2011                      |         | —       |

### Singles
| Jaar | Lied                 | Australië | Nieuw-Zeeland | Album                   |
| ---- | -------------------- | --------- | ------------- | ----------------------- |
| 2000 | "Cry Like a Baby"    | 71        | —             | The Captain             |
| 2000 | "The Captain"        | 68        | —             | The Captain             |
| 2001 | "Runaway Train"      | 86        | —             | Barricades & Brickwalls |
| 2001 | "On a Bad Day"       | —         | —             | Barricades & Brickwalls |
| 2002 | "Not Pretty Enough"  | 1         | 4             | Barricades & Brickwalls |
| 2002 | "Million Tears"      | 32        | —             | Barricades & Brickwalls |
| 2002 | "If I Were You"      | 32        | —             | Barricades & Brickwalls |
| 2003 | "True Colours"       | 4         | —             | Enkel als single        |
| 2004 | "Like a River" 1     | —         | —             | Wayward Angel           |
| 2004 | "Hollywood"          | 28        | —             | Wayward Angel           |
| 2005 | "Pony"               | 10        | —             | Wayward Angel           |
| 2005 | "Saturated"          | 75        | —             | Wayward Angel           |
| 2006 | "Nothing at All"     | 9         | —             | Carnival                |
| 2006 | "Surrender"          | 74        | —             | Carnival                |
| 2007 | "Sign on the Door" 1 | —         | —             | Carnival                |

1 "Like a River" en "Sign on the Door" zijn enkel geproduceerd als promo's op de Australische radio en televisie.